# Venkatapura
Venkatapura là một thị trấn thống kê (census town) của quận Uttara Kannada thuộc bang Karnataka, Ấn Độ.

## Nhân khẩu
Theo điều tra dân số năm 2001 của Ấn Độ, Venkatapura có dân số 5968 người. Phái nam chiếm 48% tổng số dân và phái nữ chiếm 52%. Venkatapura có tỷ lệ 73% biết đọc biết viết, cao hơn tỷ lệ trung bình toàn quốc là 59,5%: tỷ lệ cho phái nam là 76%, và tỷ lệ cho phái nữ là 70%. Tại Venkatapura, 15% dân số nhỏ hơn 6 tuổi.